# Жан-Луї Фресс
Жан-Луї Фресс (фр. Jean-Louis Fraysse 28 липня 1946, Крансак, Аверон — 27 липня 2011) — французький письменник.
Він створив у співавторстві зі своєю дружиною, Марсель Періо (фр. Marcelle Perriod) літературні твори для молоді під колективним псевдонімом Мішель Грімо. Крім того, Жан-Луї Фресс вів особистий блог під назвою Le Coucou de Claviers.